# Еремеев, Егор Никитович
Егор Никитович (Никитич) Еремеев (род. 8 декабря 1984) — российский пляжный футболист, нападающий сборной России. Заслуженный мастер спорта России.

## Спортивные достижения
- Чемпион мира ФИФА 2011, 2013.
- Победитель Евролиги 2009, 2011 и 2013 годов.
- Двукратный обладатель Межконтинентального кубка (2011, 2012), а также Кубка Европы (2010, 2012).
- Трёхкратный чемпион России, обладатель Кубка России (2009 г.).

Вместе со «Строгино» становился серебряным призёром ЧР (2011), а также дважды завоёвывал бронзовые награды (2012, 2014 г.)
В сборной России дебютировал в 2009 году. Провёл 102 игры, в которых забил 80 мячей.

## Карьера
- «Строгино» — 2008—2014, 2016—2018 (368 игр, 456 голов)
- «Динамо» — 2015 (33 игры, 31 гол).

На клубном чемпионате мира выступал за «Барселону», провёл пять матчей, забил 4 мяча. Рекордсмен по количеству игр и голов за «Строгино».
Комментатор и эксперт на телеканале «Матч ТВ», тренер академий «Спартак-2» и «Строгино».